# Microsoft Office 95
Microsoft Office 95 (numero di versione 7.0) è una versione della suite di software di produttività personale di Microsoft distribuita nell'agosto del 1995 in concomitanza con l'uscita del sistema operativo Windows 95. È la prima versione ad essere stata progettata espressamente a 32 bit per il nuovo sistema operativo.

## Edizioni
La suite fu distribuita in due edizioni, Standard e Professional, che includevano le seguenti applicazioni:
| Applicazione | Std | Pro |
| ------------ | --- | --- |
| Word         | Sì  | Sì  |
| Excel        | Sì  | Sì  |
| PowerPoint   | Sì  | Sì  |
| Schedule+    | Sì  | Sì  |
| Access       | No  | Sì  |

## Componenti
- Word per Windows 95 sostituisce la precedente versione 6.0, e fu aggiornato seguendo l'interfaccia di Windows 95 senza introdurre particolari novità. Fu sostituito alla fine del 1996 da Word 97.
- Excel per Windows 95 sostituisce la precedente versione 5.0. La sua interfaccia grafica fu completamente rivista e resa molto più simile a quella di Word rispetto alla precedente versione. La versione 95 fu sostituita da Excel 97.
- PowerPoint per Windows 95 sostituisce la precedente versione 4.0. PowerPoint 97 lo sostituirà nel 1996.
- Access per Windows 95, disponibile solo nella versione Professional, è un componente base della suite aggiornato direttamente dalla versione 2.0, è il programma principale per creare database. Il successore fu la versione 97.
- Schedule+ per Windows 95 è un programma di gestione degli appuntamenti in un'agenda elettronica. Nonostante porti il numero di versione 7.0, si tratta della seconda versione disponibile di quest'applicativo. Verrà sostituito nel 1996 da Outlook 97 e mantenuto nella suite solo per motivi di retrocompatibilità.

Nei mesi successivi all'uscita di Office 95, Microsoft rese disponibili anche le versioni aggiornate di Publisher e Project, denominate rispettivamente Publisher per Windows 95 (3.0), Project per Windows 95 (4.1a), FrontPage 1.1, Small Business Pack per Office 95 e Small Business Financial Manager per Excel per Windows 95, e definite compatibili con Office 95.

## Compatibilità
Entrambe le edizioni della suite erano compatibili con i seguenti sistemi operativi:
- Windows NT 3.51 dove l'interfaccia della suite si integrava con quella di sistema.
- Windows 95, per il quale questa suite era stata appositamente progettata.
- Windows NT 4.0; la suite fu usata molto poco con questo sistema operativo poiché poco tempo dopo la distribuzione di NT 4.0 Microsoft mise in commercio Office 97.

Office 95 fu preceduto dal pacchetto Office 4.3 che include le ultime versioni di Word, Excel, Powerpoint e Access a 16 bit. Fu sostituito da Office 97 alla fine del 1996.

## Distribuzione
Office 95 era distribuito sia su CD-ROM che su floppy disk da 3½ pollici in formato Microsoft DMF da 1.63 MiB (24 dischi per l'edizione standard).